# Chlorochaeta isolata
Chlorochaeta isolata là một loài bướm đêm trong họ Geometridae.